# Кокорін Володимир Володимирович
Володимир Володимирович Кокорін (нар. 2 січня 1942, с. Слобода, Буринський район, Сумська область — пом. 07 березня 2021, м. Київ) — український фізик-експериментатор, доктор фізико-математичних наук, професор, лауреат Державної премії України в галузі науки і техніки (1993) та премії НАН України імені Г. В. Курдюмова (2010).

## Біографія
Володимир Кокорін народився 2 січня 1942 року в селі Слобода Буринського району Сумської області.
В 1964 році закінчив Київський політехнічний інститут.
З 1964 по 1996 роки працював в Інституті металофізики імені Г. В. Курдюмова НАН України завідувачем відділу фізики високих тисків (1986—1996).
З 1996 року працював завідувачем відділу магнітоструктурних перетворень Інституту магнетизму НАН України.

## Наукова робота
В. В. Кокорін — видатний фізик-експериментатор з широким колом наукових інтересів у галузі прикладних розділів фізики металів та фізики твердого тіла. Основні напрями наукових досліджень: фазові перетворення у сплавах, магніті та мартенситні переходи, структура неоднорідних твердих розчинів, сплави з пам'яттю форми. Розробив нові сплави з пам'яттю форми на основі заліза та нікелю (сплав системи Ni-Mn-Ga), дослідив нові явища у феромагнітних сплавах під впливом магнітного поля.
Кокорін започаткував новий плідний напрямок у фізиці твердого тіла, який об'єднує фізику фазових перетворень та фізику магнітних явищ у сплавах. Це дозволило йому запропонувати низку принципово нових матеріалів, серед яких нові магнітні сплави сталі з пам'яттю форми. Раніше вважалось, що в сталях неможливо створити умови для термопружного мартенситного перетворення, але Кокорін В. В. експериментально довів наявність такого перетворення у сталях, які мали запропонований ним хімічний склад. Також була розкрита природа значної тетрагональності кристалічної гратки мартенситу, що є передумовою термопружного перетворення у сплавах заліза з неоднорідним розподілом концентрації.
Значна увага в його роботах була приділена пошуку феромагнітних сплавів з мартенситними перетворенням та пам'яттю форми, у яких низькотемпературна фаза має рухливу двійникові структуру з малою поверхневою енергією двійникових границь. В результаті був знайдений феромагнітний сплав Ni-Mn-Ga з рекордно великою рухливістю нанодвійників, що дало поштовх для створення нового напрямку, в основі якого лежить явище руху двійникових границь під впливом однорідного магнітного поля. Саме в таких сплавах групою дослідників за його участі була відкрита магнітопластична деформація.
Винайдений Кокоріним В. В. сплав системи Ni-Mn-Ga став об'єктом багатьох досліджень в різних лабораторіях світу, що спричинило появу тисячі публікацій у провідних міжнародних фізичних журналах, які посилаються на пріоритетні роботи В. В. Кокоріна. Він є визнаним в світовій науковій спільноті фахівцем з дослідження феромагнітних сплавів Гейслера та їх поведінки у зовнішніх полях. По кількості цитувань його робіт він входить до числа найбільш цитованих авторів України у галузі фізики.
Упродовж останніх років вагоме місце в роботі очолюваного Кокоріним відділу займала міжнародна співпраця зі вченими США, Німеччини, Японії, Швейцарії та Іспанії
В. В. Кокорін є автором 224 наукових статей та монографії «Мартенситні перетворення у неоднорідних твердих розчинах». Значне місце в його науковій діяльності займало практичне використання одержаних результатів. Він є співавтором 22 свідоцтв та двох патентів України на сплави, технологічні методи та пристрої.

## Наукова школа
Професор В. В. Кокорін підготував дев'ять кандидатів наук та двох докторів наук.
Кандидати фізико-математичних наук:
- Гунько Л. П.(Інститут магнетизму НАН України та МОН України)
- Закревcький І. Г.(Керівник компанії НСПІ(національна система просування інновацій), ТОВ"АЛЛ БІЗ")
- Козлова Л. Є.(Інститут магнетизму НАН України та МОН України)
- Коноплюк С. М.(Інститут магнетизму НАН України та МОН України))
- Міньков О. В. (Проживає та працює в Німеччині)
- Семенова Ю. С.(Інститут магнетизму НАН України та МОН України)
- Тітенко А. М.(Інститут магнетизму НАН України та МОН України)
- Черепов С. В.(Інститут магнетизму НАН України та МОН України)
- ШевченкоО. М. (Інститут проблем матеріалознавства ім. І. М. Францевича НАН України)

Доктори фізико-математичних наук:
- Коломієць О. В.(Національний Університет"Львівська політехніка")
- Коноплюк С. М.(Інститут магнетизму НАН України та МОН України)

Започаткований Кокоріним напрямок фізики мартенситних матеріалів зараз активно розвивають його учні та колеги. Один з його учнів Володимир Черненко зараз працює в Університеті Країни Басків (Більбао, Іспанія). Колеги В. В. Кокоріна кандидати фізико-математичних наук Лариса Козлова, Анатолій Тітенко та доктори фізико-математичних наук Володимир Голуб, Анна Косогор, Сергій Коноплюк продовжують експериментальні та теоретичні дослідження в напрямку фізики фазових перетворень феромагнітних сплавів з ефектом пам'яті, використовуючи основні ідеї, які були визначені В. В. Кокоріним.